# Cinta Broselow
La cinta de emergencias pediátricas Broselow— comúnmente llamada cinta Broselof (Broselow Tape)—es una cinta codificada a colores usada en todo el mundo para emergencias pediátricas. La cinta Broselow relaciona la talla y el peso de un niño para proveer instrucciones médicas incluyendo dosis de medicamentos, el tamaño del  equipo sanitario que deberá ser usado, y el nivel de voltaje de shock al usar un desfibrilador. Es particular la necesidad de calcular todas estas terapias para cada niño de forma individual. En una emergencia, el tiempo ocupado para este asunto disminuye el tiempo valioso para evaluar, iniciar y supervisar el tratamiento del paciente. La cinta Broselow está diseñada para niños de hasta 12 años aproximadamente y con un máximo de 36 kg de peso. La cinta Broselow es reconocida en la mayoría de los libros y publicaciones para el tratamiento de niños en emergencias.

## Historia
Los médicos de emergencia James Broselow y Robert Luten se esforzaron para resolver problemas relacionados al tratamiento de niños a inicios de la década de 1980. El resultado de ello fue la invención del Dr. Broselow de una versión prototipo casero de la cinta en 1985. El Dr. Broselow se asoció con el Dr. Luten, un médico académico de la Universidad de Florida y miembro del recién formado subcomité Pediatric Advanced Life Support (PALS), para realizar estudios fundamentales sobre los que se basa la cinta y desarrollar y actualizar la cinta a través de los años.
La cinta provee dosis de medicación precalculada eliminando efectivamente errores potenciales asociados a la preparación y administración de dosis en emergencias.  Este beneficio ha tenido implicaciones importantes en los últimos años debido a la prevalencia y la magnitud de los errores de medicación. Los errores médicos son una mayor amenaza para los niños que para los adultos porque sus órganos son más pequeños y se encuentran en desarrollo. Por esto, los errores matemáticos debido a cálculos incorrectos son una amenaza mucho mayor en niños que en adultos. Una sobredosis de diez veces más de una medicación estándar para adultos en un adulto requiere múltiples jeringas y por lo tanto tiende a ser obvio para el profesional de salud, advirtiendo el error efectivamente.  En cambio, para un niño pequeño, tanto la dosis correcta como la sobredosis de diez veces más de un medicamento puede ser administrado en la misma jeringa lo que no proporciona ninguna pista en cuanto a un posible error. Por otra parte, la atención de emergencias pediátricas es especialmente propensa a errores debido a la naturaleza caótica y el estrés asociado al contexto de las emergencias.

## Diseño
La cinta Broselow original estaba dividida en zonas de 25 kg para dosis de medicación y ocho zonas de color para la selección del equipo. Versiones subsecuentes combinaban las dosis y las zonas de equipo de tal manera que las ocho zonas de color combinaban tanto las informaciones de dosis como del equipo, creando así un sistema visual simple para la medicación y el equipo, el cual se utiliza en la mayoría de hospitales y ambulancias.

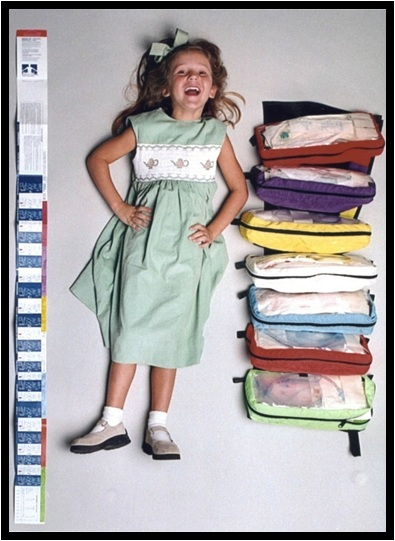
La cinta Broselow y un sistema asociado

La siguiente lista identifica qué colores correlacionan con cada zona de peso estimado en kilogramos (kg) y libras (lb).
| Color    | Peso estimado (en kilogramos) | Peso estimado (en libras) |
| -------- | ----------------------------- | ------------------------- |
| Gris     | 3-5 kg                        | 6-11 lb                   |
| Rosado   | 6-7 kg                        | 13-15 lb                  |
| Rojo     | 8-9 kg                        | 17-20 lb                  |
| Lila     | 10-11 kg                      | 22-24 lb                  |
| Amarillo | 12-14 kg                      | 26-30 lb                  |
| Blanco   | 15-18 kg                      | 33-40 lb                  |
| Azul     | 19-23 kg                      | 42-50 lb                  |
| Naranja  | 24-29 kg                      | 53-64 lb                  |
| Verde    | 30-36 kg                      | 66-80 lb                  |

## Uso
Para usar la cinta Broselow eficazmente el niño debe estar acostado. Use una mano sujetando el extremo rojo de la cinta emparejándolo con la cabeza del niño. (Recuerde: “rojo a la cabeza”). Mientras mantiene una mano sujetando el extremo rojo de la cinta junto a la parte superior de la cabeza del niño, use su otra mano para deslizar la cinta a lo largo del cuerpo del niño hasta que se empareje a sus talones (no a los pies). El color de la cinta que está a nivel de los talones del niño proporcionará su peso aproximado en kilogramos y su zona de color.

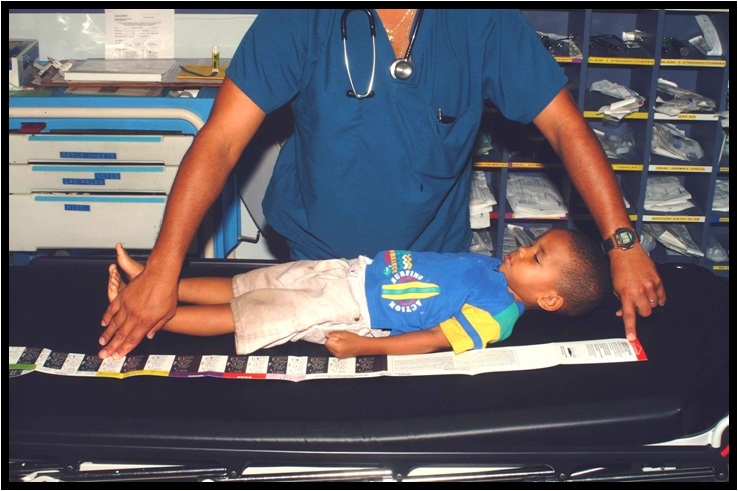
Medición correcta de un niño con la cinta Broselow (Broselow Tape)

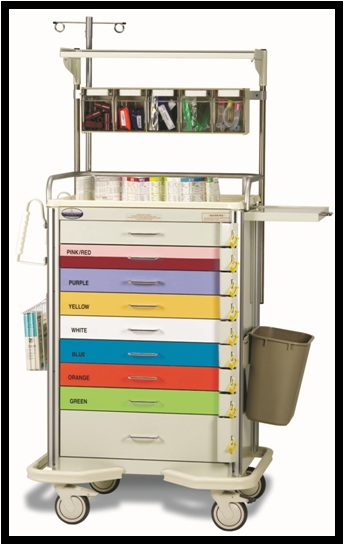
Coche de Paro con código de colores basados en la cinta Broselow

## Cinta en Español con los colores Broselow
Un desafío siempre fue que la cinta no se conseguía fácilmente fuera de los Estados Unidos. Así por ejemplo, en los cursos PALS Archivado el 17 de noviembre de 2016 en Wayback Machine. de la American Heart Association en los diferentes países de habla hispana, se presenta al cinta a los estudiantes indicando que debería usarse en emergencias de niños, pero no tenían una manera fácil de conseguirla salvo comprándola en los Estados Unidos y en idioma inglés. Ahora, en un esfuerzo por masificar el uso de la cinta, Pediatape creó una cinta con los colores Broselow en varios idiomas, incluyendo español y puede ser conseguida por medio del sitio web de Pediatape o a través de distribuidores en muchos países.

## Precisión de la cinta y el efecto de la obesidad
La cinta Broselow está basada en la relación entre peso y talla en todas las edades; cada zona de color estima el 50.º percentil del peso por la talla, que para fines prácticos, estima el peso corporal ideal para dosis de emergencia. Debido a la epidemia de obesidad reciente, han surgido preocupaciones en cuanto a la exactitud de la cinta para determinar los pesos aceptables y consecuentemente las dosis adecuadas de medicamentos de emergencia.
La versión más reciente de la cinta Broselow incorpora zonas de talla/peso actualizadas basadas en el conjunto de datos más reciente del National Health and Nutrition Examination Survey (NHANES). Utilizando este conjunto de datos para examinar la predicción de la cinta de Broselow del peso corporal real con las zonas revisadas, se demuestra que aproximadamente 65%  de las veces la talla medida del paciente se ubica en la zona correcta para el peso real. Del restante 35%, ~20% se ubica en la siguiente zona Broselow-Luten de mayor peso y 13% se ubican en la zona de menor peso, con <1% de valor atípico ubicándose a más de una zona de diferencia que la prevista. Si el profesional de salud incorpora un estimado visual de hábitos corporales en su predicción, la precisión de la estimación del peso real del paciente es aún mejor, como se confirma en múltiples estudios. En concreto, para la dosificación de medicamentos, la zona de dosificación basado en la talla del paciente se puede ajustar hasta una zona de color mayor si el niño parece obeso. Así, la incorporación de una estimación visual si el niño posee exceso de peso proporciona un método simple para predecir el peso real del paciente que parece ser clínicamente relevante dado el aumento de obesidad en Estados Unidos.
Aunque algunos medicamentos son mejor dosificados por el peso corporal real (por ejemplo succinilcolina), la mayoría de los medicamentos para reanimación son distribuidos por la masa corporal magra (por ejemplo adrenalina, bicarbonato de sodio, calcio, magnesio, etc.) de modo que el peso corporal ideal medida por la talla, y no el peso corporal real, parece preferible para la dosificación. Para la mayoría de los medicamentos para reanimación, la dosis óptima no se conoce y las dosis basadas en el peso corporal ideal o peso real son probablemente igualmente eficaces.
Orientaciones recientes de la PALS 2010 comenta sobre este asunto:

No existen datos sobre la seguridad o eficacia de ajustar las dosis de los medicamentos para reanimación en pacientes obesos. Por lo tanto, independientemente del habitus del paciente, utilizar el peso corporal real para calcular la dosis inicial del fármaco de reanimación o use una cinta de talla corporal con dosis precalculadas.
Class IIb, LOE C

Estudios sobre la exactitud de la predicción del tamaño del tubo endotraqueal demuestra la superioridad de las predicciones de talla sobre otros métodos. A diferencia de la dosis de medicación, el habitus corporal por tanto no afecta la exactitud de la predicción.
A continuación se encuentra la recomendación del fabricante para el uso de la cinta Broselow. Utilizando el criterio clínico aplicado a cada situación:'

1. Mida al niño para identificar su zona de peso/color.
2. Si un niño parece estar con sobrepeso, considere utilizar una zona mayor sólo para la dosificación.
3. Siempre use la zona de talla medida para la selección del equipo, independientemente del habitus corporal.

Múltiples estudios se han realizado sobre la eficacia de la cinta Broselow. A pesar de los debates sobre la precisión en la estimación del peso real y su relevancia, como se señaló anteriormente, la cinta sigue siendo la mejor herramienta para predecir el peso corporal real.